# دانييل لندن
دانييل لندن (بالإنجليزية: Daniel London)‏ هو ممثل أمريكي، ولد في 1973 ببيتسبرغ في الولايات المتحدة.

## أعمال

### أفلام
- (2002) تقرير الأقلية[5]
- (2008) سينكدوكي
- (2013) ارتجاج الدماغ[6][7]

## وصلات خارجية
- دانييل لندن على موقع IMDb (الإنجليزية)
- دانييل لندن على موقع ألو سيني (الفرنسية)
- دانييل لندن على موقع قاعدة بيانات الفيلم (الإنجليزية)